# Nekrolog 1488
Nekrolog
◄◄
| ◄
| 1484
| 1485
| 1486
| 1487
| 1488 | 1489 | 1490 | 1491 | 1492 | ► | ►►
Weitere Ereignisse | Allgemeiner Nekrolog 1488
Die Beschreibung der verstorbenen Person sollte so kurz wie möglich gehalten sein und nur deren signifikante Tätigkeit(en) enthalten.
Neue Namen ggf. auch unter dem Geburts- und Sterbedatum, also etwa unter 1. Januar und im Geburts- und Sterbejahr (2024) eintragen (nur bei entsprechender großer Wichtigkeit). Für Beispiele siehe die schon vorhandenen Artikel.
Außerdem über die fünf zuletzt Verstorbenen, zu denen es einen ausreichend guten Artikel für eine Präsentation auf der Hauptseite gibt, nach der todesbedingten Überarbeitung der Artikel ggf. auch unter Wikipedia Diskussion:Hauptseite informieren und sie am besten auch in den anderen Wikipedia-Sprachversionen eintragen. Tipp: Regelmäßig bei news.google.de nach „ist tot“, „gestorben“ oder „verstorben“ suchen.
Wenn eine Person gestorben ist, gibt es viele Seiten zu dieser Person in der Wikipedia, die davon auch betroffen sind und entsprechend aktualisiert werden müssen. Beispiele: Namenübersichtsseite, Geburtsjahr, Geburtsort-Seiten und viele mehr.
Wie finde ich die betroffenen Seiten?
Im Suchfeld auf der linken Seite gibt man den Suchbegriff so ein: „Vorname Nachname“. Dann klickt man auf Volltext und alle Seiten mit entsprechendem Suchtext werden aufgerufen. Hier sieht man dann schnell, wo auch das Todesjahr Sinn macht oder sogar ein Teil des Artikels angepasst werden muss. Auch hilft das „Werkzeug“ auf der linken Seite sehr gut, um solche Seiten aufzufinden: „Links auf diese Seite“. Somit ist die Wikipedia wieder aktuell in allen Bereichen! Hinweis: bei Eintragung der Kategorie „Gestorben JAHR“ wird der Missbrauchsfilter 49 ausgelöst, was jedoch nicht schlimm ist. Siehe: Spezial:Missbrauchsfilter/49
Dies ist eine Liste von im Jahr 1488 verstorbenen bekannten Persönlichkeiten. Die Einträge erfolgen innerhalb der einzelnen Daten alphabetisch sortiert. Tiere sind im Nekrolog für Tiere zu finden.

## Februar
| Tag        | Name              | Beruf, bekannt als                              | Alter | Beleg |
| ---------- | ----------------- | ----------------------------------------------- | ----- | ----- |
| 9. Februar | Jobst Nikolaus I. | Adliger der schwäbischen Linie der Hohenzollern |       |       |

## April
| Tag       | Name             | Beruf, bekannt als                                                | Alter | Beleg |
| --------- | ---------------- | ----------------------------------------------------------------- | ----- | ----- |
| 14. April | Hinrich Castorp  | Kaufmann und Bürgermeister der Hansestadt Lübeck                  |       |       |
| 14. April | Girolamo Riario  | Neffe oder Sohn von Papst Sixtus IV. und Herr von Imola und Forlì |       |       |
| 15. April | Henning vom Haus | Bischof von Hildesheim (1471–1481)                                |       |       |
| 29. April | Wenzel           | Herzog von Sagan                                                  |       |       |

## Mai
| Tag    | Name                        | Beruf, bekannt als                                                               | Alter | Beleg |
| ------ | --------------------------- | -------------------------------------------------------------------------------- | ----- | ----- |
| 6. Mai | Ludeke Bere                 | Ratsherr in Lübeck                                                               |       |       |
| 9. Mai | Friedrich I.                | Herzog von Liegnitz, Oberlandeshauptmann von Schlesien, Landvogt der Oberlausitz | 42    |       |
| Mai    | Mary Stewart von Schottland | Prinzessin von Schottland                                                        |       |       |

## Juni
| Tag      | Name                  | Beruf, bekannt als              | Alter | Beleg |
| -------- | --------------------- | ------------------------------- | ----- | ----- |
| 8. Juni  | Sigismund von Lamberg | Bischof von Laibach (Ljubljana) |       |       |
| 11. Juni | Jakob III.            | König von Schottland            | 36    |       |

## Juli
| Tag      | Name                 | Beruf, bekannt als                                                      | Alter | Beleg |
| -------- | -------------------- | ----------------------------------------------------------------------- | ----- | ----- |
| 23. Juli | Albrecht von Baden   | Markgraf von Baden                                                      | 33    |       |
| 23. Juli | Ulrich von Helmstatt | adeliger Domherr in Speyer und in Worms, sowie Bischofselekt von Speyer |       |       |
| 30. Juli | Clarice Orsini       | Ehefrau von Lorenzo den Prächtigen                                      |       |       |

## September
| Tag           | Name                   | Beruf, bekannt als | Alter | Beleg |
| ------------- | ---------------------- | --- | ----- | ----- |
| 9. September  | Franz II.              | Herzog der Bretagne, Graf von Étampes                                                                                   | 53    |       |
| 13. September | Charles II. de Bourbon | Erzbischof von Lyon; Kardinal; Herzog von Bourbon; Graf von Clermont-en-Beauvaisis; Herzog von Auvergne; Graf von Forez |       |       |

## Oktober
| Tag        | Name                  | Beruf, bekannt als                              | Alter | Beleg |
| ---------- | --------------------- | ----------------------------------------------- | ----- | ----- |
| 2. Oktober | Giovanni Arcimboldi   | italienischer Bischof und Kardinal              |       |       |
| 6. Oktober | Jörg von Halspach     | Münchner Baumeister und Architekt der Spätgotik |       |       |
| 7. Oktober | Andrea del Verrocchio | venezianischer Renaissancekünstler              |       |       |

## November
| Tag      | Name          | Beruf, bekannt als     | Alter | Beleg |
| -------- | ------------- | ---------------------- | ----- | ----- |
| November | Hernán Peraza | kastilischer Herrscher |       |       |

## Datum unbekannt
| Tag | Name                                         | Beruf, bekannt als                                                         | Alter | Beleg |
| --- | -------------------------------------------- | -------------------------------------------------------------------------- | ----- | ----- |
|     | García Álvarez de Toledo, 1. Herzog von Alba | 1. Herzog von Alba                                                         |       |       |
|     | Jan Jansz Beth                               | Bürgermeister von Amsterdam                                                |       |       |
|     | Borommatrailokanat                           | 9. König des Königreichs Ayutthaya                                         |       |       |
|     | Robert Constable                             | englischer Ritter                                                          |       |       |
|     | Margaret Douglas of Galloway                 | schottische Adlige                                                         |       |       |
|     | Hugh Hastings, 10. Baron Hastings            | englischer Adliger                                                         |       |       |
|     | Iizasa Ienao                                 | japanischer Krieger                                                        |       |       |
|     | Jean II. de Bourbon                          | Herzog von Bourbon und Auvergne, Graf von Clermont-en-Beauvaisis und Forez |       |       |
|     | Vincenz Koffsky                              | polnischer Alchemist                                                       |       |       |
|     | Konrad von Herzenrode                        | Ritter des Deutschen Ordens, Landmarschall von Livland                     |       |       |
|     | Sayyed Zahiruddin Mar'ashi                   | iranischer Gelehrter und Historiker                                        |       |       |
|     | Bertram von Rentelen                         | Lübecker Ratsherr                                                          |       |       |
|     | Scheich Haidar                               | Sohn des Sektenführers Scheich Dschunaid                                   |       |       |
|     | Uthman                                       | Kalif der Hafsiden                                                         |       |       |
|     | Hermann Vischer der Ältere                   | deutscher Künstler und Kunsthandwerker                                     |       |       |
|     | Richard Tempest                              | englischer Ritter                                                          |       |       |